# Вест Саливан (Мисури)
Вест Саливан (енгл. West Sullivan) град је у америчкој савезној држави Мисури.

## Демографија
По попису из 2010. године број становника је 119.
| Група             | 2000.    | 2010.       |
| Белци             | 0 (0,0%) | 117 (98,3%) |
| Афроамериканци    | 0 (0,0%) | 0 (0,0%)    |
| Азијати           | 0 (0,0%) | 0 (0,0%)    |
| Хиспаноамериканци | 0 (0,0%) | 2 (1,7%)    |
| Укупно            | 0        | 119         |